# Giovanni Canova
Giovanni Canova (Canicattì, 27 de julio de 1880-Turín, 28 de octubre de 1960) fue un deportista italiano que compitió en esgrima, especialista en la modalidad de espada. Participó en dos Juegos Olímpicos de Verano en los años 1920 y 1924, obteniendo dos medallas, oro en Amberes 1920 y bronce en París 1924.

## Palmarés internacional
| Juegos Olímpicos | Juegos Olímpicos  | Juegos Olímpicos  | Juegos Olímpicos   |
| Año              | Lugar             | Medalla           | Prueba             |
| ---------------- | ----------------- | ----------------- | ------------------ |
| 1920             | Amberes (Bélgica) | Medalla de oro    | Espada por equipos |
| 1924             | París (Francia)   | Medalla de bronce | Espada por equipos |